# CBUT-DT
CBUT-DT est une station de télévision britanno-colombienne publique de langue anglaise située à Vancouver appartenant à la Société Radio-Canada et faisant partie du réseau CBC. Ses studios sont situés sur la rue Hamilton au centre-ville de Vancouver, et elle diffuse du sommet du Mont Seymour.
En plus de la grande région de Vancouver, son signal rejoint Bellingham (Washington) et est distribué par câble dans l'État de Washington et dans le reste de la Colombie-Britannique.
CBUT est distribué chez la plupart des câblodistributeurs dans l'est canadien afin de fournir une programmation de CBC décalée de 3 heures.

## Histoire
CBUT est entré en ondes le 16 décembre 1953, étant la plus ancienne station de l'ouest canadien. Par contre, la station KVOS-TV (en) située à Bellingham (Washington), alors affilié au réseau CBS qui rejoint Vancouver, est entré en ondes six mois avant CBUT.
CBUT couvre les Jeux de l'Empire britannique et du Commonwealth de 1954 du 30 juillet au 7 août à Vancouver. Le réseau micro-onde canadien n'étant pas été complété, le relais jusqu'à Toronto est assuré par un service coaxial et micro-onde via les États-Unis depuis Seattle jusqu'à Buffalo, puis redistribué en direct à Ottawa, Montréal, Hamilton et London, et en différé à Winnipeg et Sudbury.
Une partie de la programmation en français de Radio-Canada était diffusée sur CBUT les samedis et dimanches matins depuis 1973 jusqu'à l'entrée en ondes de CBUFT le 27 septembre 1976, lorsque CBC a emménagé dans ses nouveaux studios au 700 Hamilton Street.
Jusqu'en 2008, des affiliés privés du réseau CBC servaient les secteurs de Kelowna, Kamloops et Prince George, ainsi que Terrace et Dawson Creek jusqu'en 2016.

## Nouvelles
CBUT produit un bulletin de nouvelles tous les jours à 18 h et à 23 h.

## Antenne, Télévision numérique terrestre et haute définition
CBUT Vancouver a commencé à diffuser en mode numérique le 9 janvier 2006 au canal 58.
Lors de l'arrêt de la télévision analogique et la conversion au numérique qui a eu lieu le 1er septembre 2011, CBUT a mis fin à la diffusion en mode analogique du canal 2 à minuit, et a ensuite déplacé son canal de diffusion numérique au 43. Ses 90 ré-émetteurs répartis en Colombie-Britannique continuaient de diffuser en mode analogique.
En avril 2012, à la suite des compressions budgétaires, CBC a annoncé la fermeture de tous ses émetteurs analogiques dès le 31 juillet 2012. L'émetteur numérique de Vancouver reste en fonction.